# Marquesado de la Unión
El marquesado de la Unión fue un título nobiliario español creado por la Junta Central Suprema y Gubernativa del Reino y concedido el 16 de octubre de 1809, en nombre del rey Fernando VII, a favor de John Hookham Frere, ministro plenipotenciario y enviado extraordinario del Reino Unido de Gran Bretaña e Irlanda, en reconocimiento a los «distinguidos servicios que ha hecho a España en las actuales circunstancias».

## Marqueses de la Unión
|                           | Titular                   | Periodo                   |
| Creación por Fernando VII | Creación por Fernando VII | Creación por Fernando VII |
| ------------------------- | ------------------------- | ------------------------- |
| I                         | John Hookham Frere        | 1808-1846                 |
| Título extinguido         |                           |                           |

## Historia de los marqueses de la Unión
- John Hookham Frere (Londres, 1769-La Valeta (Malta), 1846), I marqués de la Unión, hispanista, helenista y diplomático inglés.

Fue el único poseedor de este título, por lo que a su muerte quedó extinguido y, actualmente no puede ser rehabilitado, constituyendo un simple título histórico. 